# 浙江大学物理学院
浙江大学物理学院是浙江大学的一个学院，属理学部。

## 历史
浙大物理学院成立于1928年，先后在此工作和学习过的著名物理学家有王淦昌、束星北、顾功叙、胡宁、吴健雄、胡济民、卢鹤钹、程开甲、李政道、吕敏、贺贤土等。诺贝尔物理学奖得主李政道于1991年在浙江大学创建了浙江近代物理中心并担任主任, 推动了物理学院的发展。1998年新浙大成立后，中国科学院院士贺贤土任理学院院长和浙江近代物理中心副主任，使物理学院的科研教学走上了新台阶。2022年3月，浙江大学宣布撤销物理学系，成立物理学院。

## 现状
物理学院的学科方向包括理论物理、粒子物理与核物理、凝聚态物理、光学、电子与无线电物理、原子分子物理、等离子体物理。其中国家重点学科有理论物理、凝聚态物理，光学为浙江省重点学科。物理学院是国家理科人才培养基地、国家工科大学物理教学基地。
浙大物理学院具有物理学一级学科的博士学位授予权，并有物理学一级学科博士后流动站。浙大物理学科在2006年教育部一级学科评估中名列中国大陆高校物理学科第五名。
浙大物理学院现有教职工118人，其中教授42人，在校生近600人，其中本科生320人，硕士生120人，博士生160人。教师中有贺贤土、唐孝威、王育竹3位中国科学院院士，8名教育部长江学者特聘/讲座教授，5名国家杰出青年基金获得者，5名教育部跨世纪人才和新世纪人才。
此外，16位国际著名物理学家如张富春（香港大学）、E W Plummer（美国科学院院士，橡树岭国家实验室）、D.P. Landau（美国乔治亚大学）、陈骝（加州大学）、朱诗尧（香港浸会大学）、张首晟（斯坦福大学）、汤子康（香港科技大学）、来颖诚(亚历桑那州立大学) 、 文小刚（麻省理工大学）先后受聘为浙大物理学院曹光彪讲座教授或特聘教授。

## 研究机构
物理学院设以下5个研究机构：
- 浙江近代物理中心
- 凝聚态物理研究所
- 光学研究所
- 电子与无线电物理研究所
- 浙江大学聚变理论与模拟中心